# Rue de l'Industrie (Paris)
Pour les articles homonymes, voir Rue de l'Industrie.
La rue de l'Industrie est une rue du 13e arrondissement de Paris située dans le quartier de la Maison-Blanche.

## Situation et accès

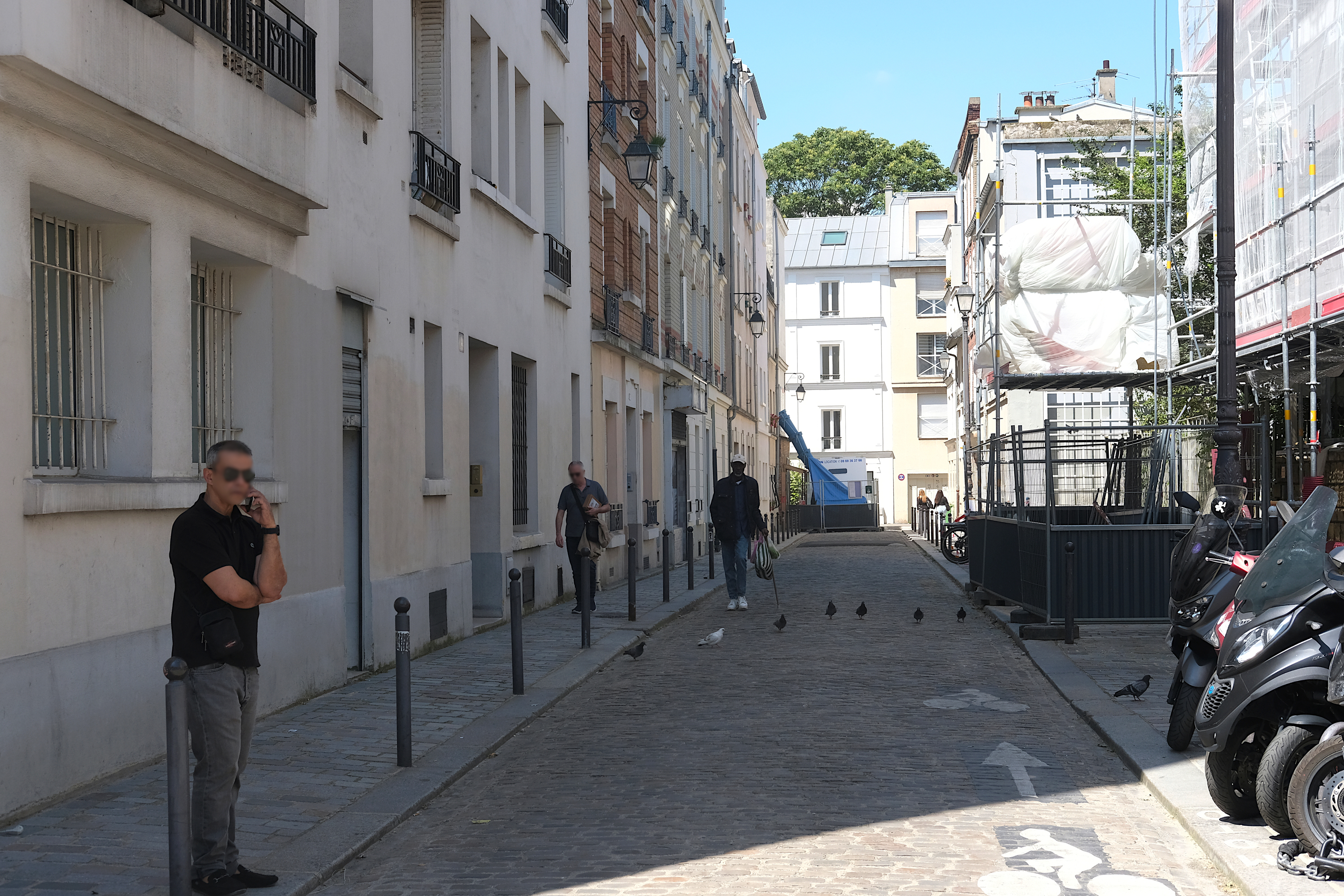
La rue de l'Industrie en 2024.

La rue de l'Industrie est desservie à proximité par la ligne 7 à la station Maison Blanche et par la ligne 3a du tramway d'Île-de-France.

## Origine du nom
Cette voie doit son nom en raison de la présence de nombreuses petites industries et fabriques situées alors à côté de la Bièvre proche.

## Historique
Ancienne voie de la commune de Gentilly ouverte en 1855, elle est annexée et classée dans la voirie parisienne en 1863.

## Bâtiments remarquables et lieux de mémoire
- No 5 : immeuble de 1887.
- No 9 : accès au jardin Paul-Nizan.